# Gyginck

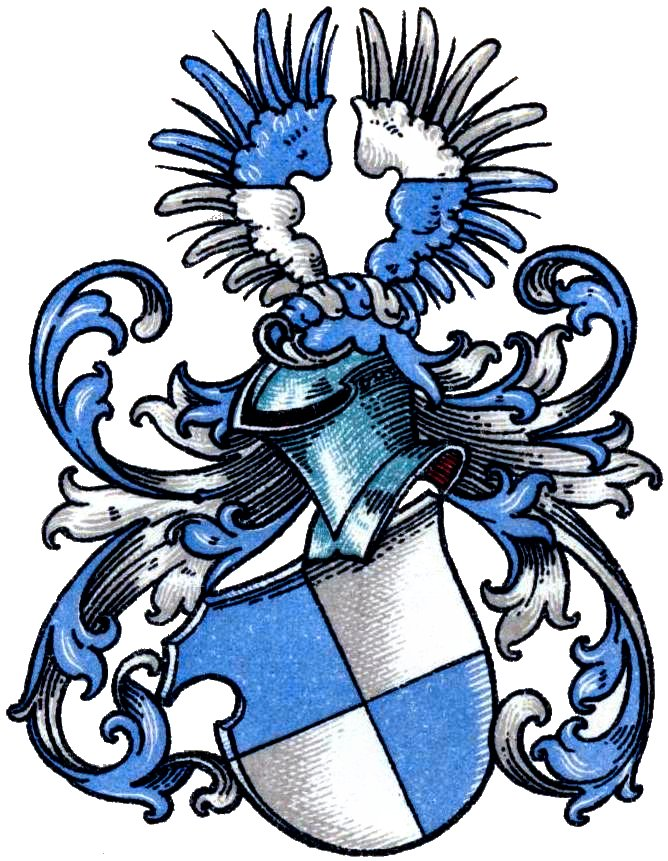
Wappen der Gyginck (Gyging) im Wappenbuch des Westfälischen Adels

Gyginck (auch Giginck, Giginch, Gyginch, Gyginges o. ä.) ist der Name eines westfälischen Adelsgeschlechts.

## Geschichte
Das Geschlecht war insbesondere im Hochstift Münster begütert. Anfang des 16. Jahrhunderts gab es ein Gut Giginck in der Bauernschaft Horstede, Kirchspiel Vreden.
Lubberte Gyginch siegelte 1365 für Hille Blathales eine Urkunde, die eine Schuld an Junker Heinrich von Gemen bestätigte.
1399 wurde ein Heinrich Gyginch zusammen mit vielen anderen westfälischen Adeligen und Würdenträgern von Hermann de Rijve, Freigraf des Junkers von Tecklenburg, wieder in seine Rechte eingesetzt, nachdem sie vor dem Freistuhl zuvor verklagt und „entbothen“ worden waren.
Herman Gyginch beurkundete 1407 mit vier anderen Personen, dass sie dem Junker Ludolf von Steinfurt 20 Gulden schuldig sind.
1436 erscheinen Johann von Gemen und sein Knappe Claus Gyginck in einer Münsteraner Fehdeansage an Herzog Adolf II. von Kleve-Mark. Derselbe Claus Gyginck (Clawes Giginck) trat 1439 als Bürge für Johann, Herr zu Gemen, auf. 1451 bestätigte Claes Gyginch mit seinem Siegel eine Urkunde zu einer Rente aus einem Gut Welgerinck im Kirchspiel Rhede. 1460 bestätigte der Münsteraner Bischof Johann von Pfalz-Simmern, dass er Claus Gyginck 850 rheinische Gulden schuldig sei. Claus gelobte, dass er die Bestimmungen der Urkunde seines Herrn, Bischof Johann von Münster, einhalten werde. 1473 erscheint Claes Gygingh als verstorben. Sein nächster Erbe Serges van Eckell überwies die Erben Zwedering und Vernholt im Kirchspiel Weseke dem Kloster Großburlo.
1470 verkaufen Johan Gygingh und seine Frau Gese vor Schöffen in Hasselt eine Rente.
Hermann Giginck, Burgmann zu Burg Ottenstein, fundierte 1480 eine „Vikarie S. Mariae Magdalenae“ in der Kirche zu Ottenstein. Derselbe Hermann Gyginck (Gyginges), Besitzer einer Wiese genannt de Coppele in der Bauernschaft Holthusen, Kirchspiel Ramstorpe, ein Lehngut des Bischofs von Münster, und einer Rente aus dem Hof zu Kernebeck im Kirchspiel Vreden, erscheint 1484 als verstorben.
1550 war ein Johann Giginck Schöffe der Stadt Doesburg. Margareta Gyginck zu Sinderen, Tochter von Johann Gyginck und Bie von Bentseler (Bia van Rentseler) heiratete 1602 Ment Swaefken, Bürgermeister und Richter zu Doesburg.
Ein Henrich Gyginck war 1621 Zeuge eines Erbvergleichs.

## Wappen
Blasonierung: Von Blau und Silber geviert. Auf dem blau-silbern bewulsteten Helm mit blau-silbernen Helmdecken ein offener blau-silbern geteilter Flug in gewechselten Farben.